# Meinhard von Ising
Meinhard von Ising (* 21. Juni 1790 in Emden; † 27. Juli 1861 in Potsdam) war ein preußischer Generalmajor. Er erhielt im Jahr 1834 zusammen mit seinem Bruder Wilhelm die Adelsbestätigung als „von Ising“.

## Leben

### Herkunft
Das Geschlecht Ising stammt vom Niederrhein. Die sichere Stammreihe beginnt mit Lic. jur. utr. Eberhard Ising († 1735) aus dem Hause Vogelsang bei Hamminkeln. Dessen Nachkommen führten als preußische Offiziere unbeanstandet das Adelsprädikat. Meinhard war der Sohn von Eberhard Johann Friedrich Ising (1752–1801) und dessen Ehefrau Anna, geborene Wychers (1761–1805 in Wesel). Sein Vater war Kapitän und Kompaniechef im Infanterieregiment „Landgraf von Hessen“ sowie Herr auf Vogelsang.

### Militärkarriere
Ising trat 1802 als Gefreitenkorporal in das Infanterieregiment „von Schladen“ der Preußischen Armee ein und avancierte bis April 1805 zum Fähnrich. Im Vierten Koalitionskrieg geriet er bei der Kapitulation der Festung Hameln am 21. November 1806 in Kriegsgefangenschaft. Am 25. Januar 1808 nahm er seinen Abschied als Sekondeleutnant und trat als solcher im März 1809 in oldenburgische Dienste. Am 31. Mai 1810 folgte seine Ernennung zum Adjutanten.
Nach der Annexion Oldenburgs wurde Ising am 1. März 1811 als Lieutenant und Adjutant-Major in französische Diensten übernommen und am 20. Juni 1812 als Capitaine in das 8. leichte Infanterie-Regiment versetzt. Er nahm im gleichen Jahr am Russlandfeldzug teil, wo er an der Beresina kämpfte. Am 21. April 1814 erhielt Ising seinen Abschied aus französischen Diensten, trat Mitte Mai 1814 in preußische Dienste und wurde als Stabskapitän dem Elb-Infanterie-Regiment aggregiert. Am 28. Mai 1814 wurde er einrangiert. Während des Feldzuges von 1814 kämpfte er in den Gefechten bei Chambery, Chateau Montabeau, Liby und Ancry. In der Schlacht bei Ligny wurde Ising verwundet und mit dem Eisernen Kreuz II. Klasse ausgezeichnet.
Am 31. Mai 1815 kam er als Kapitän und Kompaniechef in das 26. Infanterie-Regiment. Vom 30. März 1830 bis zum 14. Mai 1830 war Ising im 27. Infanterie-Regiment tätig. Anschließend wurde er als Major zum Kommandeur des III. Bataillons im 15. Landwehr-Regiment ernannt. Am 28. April 1834 bekam er die Bestätigung seines Adelsstands. Am 30. März 1839 folgte seine Versetzung in das 35. Infanterie-Regiment sowie am 10. September 1840 die Beförderung zum Oberstleutnant. Man beauftragte ihn dann am 13. Januar 1843 zunächst mit der Führung des 19. Infanterie-Regiments, beförderte Ising am 22. März 1843 zum Oberst und ernannte ihn am 19. Oktober 1843 zum Regimentskommandeur. Am 5. März 1846 erhielt er seinen Abschied mit dem Charakter als Generalmajor und Pension. Am 4. März 1858 wurde er mit Pension zur Disposition gestellt. Er starb am 27. Juli 1861 in Potsdam.

### Familie
Ising heiratete am 4. Juli 1816 in Osnabrück Marie Anna Theodora Rosine Ostman von der Leye (1794–1820). Nach ihrem frühen Tod ehelichte er am 5. Juli 1822 in Biederitz Auguste Karoline von Loeben (1803–1870). Das Paar hatte mehrere Kinder:
- August (* 1825), Bankbuchhalter in Wittenberg
- Marianne (* 1833) ⚭ Albert Einecke, Major
- Henriette (* 1840) ⚭ Dr. Edmund Rump